# Gao Lijuan
Gao Lijuan (ur. 1 lipca 1981) – chińska judoczka.
Brązowa medalistka mistrzostw świata w drużynie w 2002. Startowała w Pucharze Świata w 1999. Brązowa medalistka igrzysk azjatyckich w 1998. Wicemistrzyni Azji w 2000 i trzecia w 2003. Wicemistrzyni uniwersjady w 2001 roku.